# Buckley Space Force Base
La Buckley Space Force Base è una base aerea della United States Space Force, situata presso Aurora, Colorado.

## Storia
Attivata il 1 aprile 1942 come una struttura di formazione per l'artiglieria. La Air National Guard ne assunse il controllo dalla
United States Navy nel 1959. Divenne una struttura dell'USAF in servizio attivo il 1 ottobre 2000. Ribattezzata Buckley Space Force
Base il 4 giugno 2021. Prende il nome dal Primo tenente John H. Buckley, aviatore della prima guerra mondiale, ucciso il 17 settembre 1918.